# Stanz im Mürztal
Stanz im Mürztal är en ort och kommun  i Österrike. Den ligger i distriktet Bruck-Mürzzuschlag i förbundslandet Steiermark.
Kommunen består av elva orter (Ortschaften) (inom parentes invånarantal 1 januari 2024):

- Brandstatt (236)
- Dickenbach (50)
- Fladenbach (59)
- Fochnitz (23)
- Hollersbach (103)
- Possegg (28)
- Retsch (52)
- Sonnberg (325)
- Stanz im Mürztal (743)
- Traßnitz (57)
- Unteralm (105)